# (1135) Colchis
(1135) Colchis – planetoida z grupy pasa głównego asteroid okrążająca Słońce w ciągu 4 lat i 132 dni w średniej odległości 2,67 au. Została odkryta 3 października 1929 roku w Obserwatorium Simejiz na górze Koszka na Półwyspie Krymskim przez Grigorija Nieujmina. Nazwa planetoidy pochodzi od greckiej nazwy Kolchidy, historycznej krainy na wybrzeżu Morza Czarnego. Przed nadaniem nazwy planetoida nosiła oznaczenie tymczasowe (1135) 1929 TA.